# Bogdaniec
Bogdaniec, tyska: Düringshof, är en by i västra Polen och huvudort i landskommunen Gmina Bogdaniec, belägen omkring 12 kilometer sydväst om Gorzów Wielkopolski i Powiat gorzowski, Lubusz vojvodskap. Kommunen hade 7 102 invånare i december 2016.

## Historia
Orten ligger i de historiska regionerna Lubusz och Neumark. Byarna Jenin (tyska: Gennin), Łupowo (Loppow), Racław (Ratzdorf) och Stanowice (Stennewitz) omnämns redan under 1200-talet. Flera nya byar grundades i området under 1600-talet och 1700-talet, bland annat byn Düringshofen 1768, uppkallad efter den preussiske generalen von Düringshofen. Orten intogs av Röda armén 1 februari 1945. Den tyskspråkiga befolkningen i området fördrevs västerut efter etablerandet av Oder-Neisse-linjen, och området kom gradvis att återbefolkas av polska nybyggare och flyktingar. Düringshofen kom av den polska civila administrationen efter andra världskrigets slut att uppkallas till Bogdaniec efter den sovjetiske generalen Semjon Iljitj Bogdanov, som ledde den andra pansararméns framstöt genom området under kriget.

## Kommunikationer
Orten ligger vid järnvägen mellan Kostrzyn nad Odrą och Gorzów Wielkopolski, den tidigare Preussiska östbanan, och trafikeras av regionaltåg som stannar vid stationerna i Bogdaniec och Łupowo. Genom orten går även den regionala landsvägen DW 132.